# 久留米市立青陵中学校
久留米市立青陵中学校（くるめしりつせいりょうちゅうがっこう）は、福岡県久留米市藤山町にある公立中学校。

## 概要
1981年4月に久留米市立明星中学校より分離設立された、久留米市立第12番目の中学校である。「青」は東方または春を意味し希望を表し、「陵」は大きい丘、希望に燃え、一段と高く大きく伸びていく将来の学校像を求めて「青陵中学校」と命名された。学区内は近年までは農村地帯であり、住宅地・商業地として開発が進んだ現在も自然が残る地域である。
2020年度より、近隣ののぞえの丘病院内に児童思春期病棟が開設されたことに伴い、院内学級が青陵中学校の特別支援学級として設置された。

### 所在地
福岡県久留米市藤山町1731番地10

### 校地面積
28,258平方メートル

### 校訓
- 明徳　正義感にあふれ、すぐれた人格をめさず生徒。
- 向学　自主性と協調性をもって学び続ける生徒。
- 練磨　心身を鍛え続け、明るく健やかに活動できる生徒。

## 沿革
- 1981年（昭和56年） - 開校。

## 学校行事
- 4月　始業式・入学式
- 5月　体育祭
- 6月　一学期末考査
- 7月　中体連市内大会・高校説明会・終業式
- 8月　出校日（平和学習）・始業式
- 10月　市内新人大会・市内夏季駅伝大会・文化発表会
- 11月　愛校作業・進路説明会・生徒会選挙
- 12月　青陵オリンピック・二学期末考査・終業式
- 1月　始業式・新入生説明会
- 2月　学年末考査
- 3月　卒業式・修了式・校内弁論大会

## 部活
「令和４年度 久留米市立青陵中学校 部活動の活動方針」（久留米市立青陵中学校公式ホームページ）を参照。

### 運動部
- 野球部
- サッカー部
- 男子ソフトテニス部
- 女子ソフトテニス部
- 男子バスケットボール部
- 男子バスケットボール部
- 女子バレーボール部
- 男子卓球部
- 剣道部

### 文化部
- 美術部
- 家庭部
- 吹奏楽部

## 生徒会
青陵中学校では、在校生すべてを生徒会役員としている。その中で生徒会三役と各専門委員長で生徒会執行部を構成する。

### 生徒会三役
- 生徒会長：1人
- 副会長：2人
- 書記長：1人
- 書記：1年生 2年生 各学年1人

### 専門委員会
各委員会には、委員長・副委員長が1名、各学級から男女2名が所属している
- 学習・図書委員会
- 給食委員会
- 保健・体育委員会
- 文化委員会
- 生活・環境委員会

## 学校給食
給食センターより給食の配達が行われている。

## ブロック活動
各学級を縦割りにしてブロックをつくる。主に体育祭や、文化祭の合唱コンクールで活動する。現在、3つ（青・赤・白）のブロックがある。
ブロックは、各ブロック長がブロック結団式前にくじ引きで決める。

## 周辺
- 久留米ベテルキリスト教会
- 祐誠高等学校
- 久留米工業大学
- 久留米自動車学校
- 国道3号
- 九州自動車道
- 広川サービスエリア
- 陸上自衛隊藤山射撃場
- のぞえの丘病院